# Lucifuga teresinarum
Lucifuga teresinarum é uma espécie de peixe da família Bythitidae.
É endémica de Cuba.